# Balitora nantingensis
Balitora nantingensis är en fiskart som beskrevs av Chen, Cui och Yang 2005. Balitora nantingensis ingår i släktet Balitora och familjen grönlingsfiskar. Inga underarter finns listade.